# Igreja de Santana (Santana)

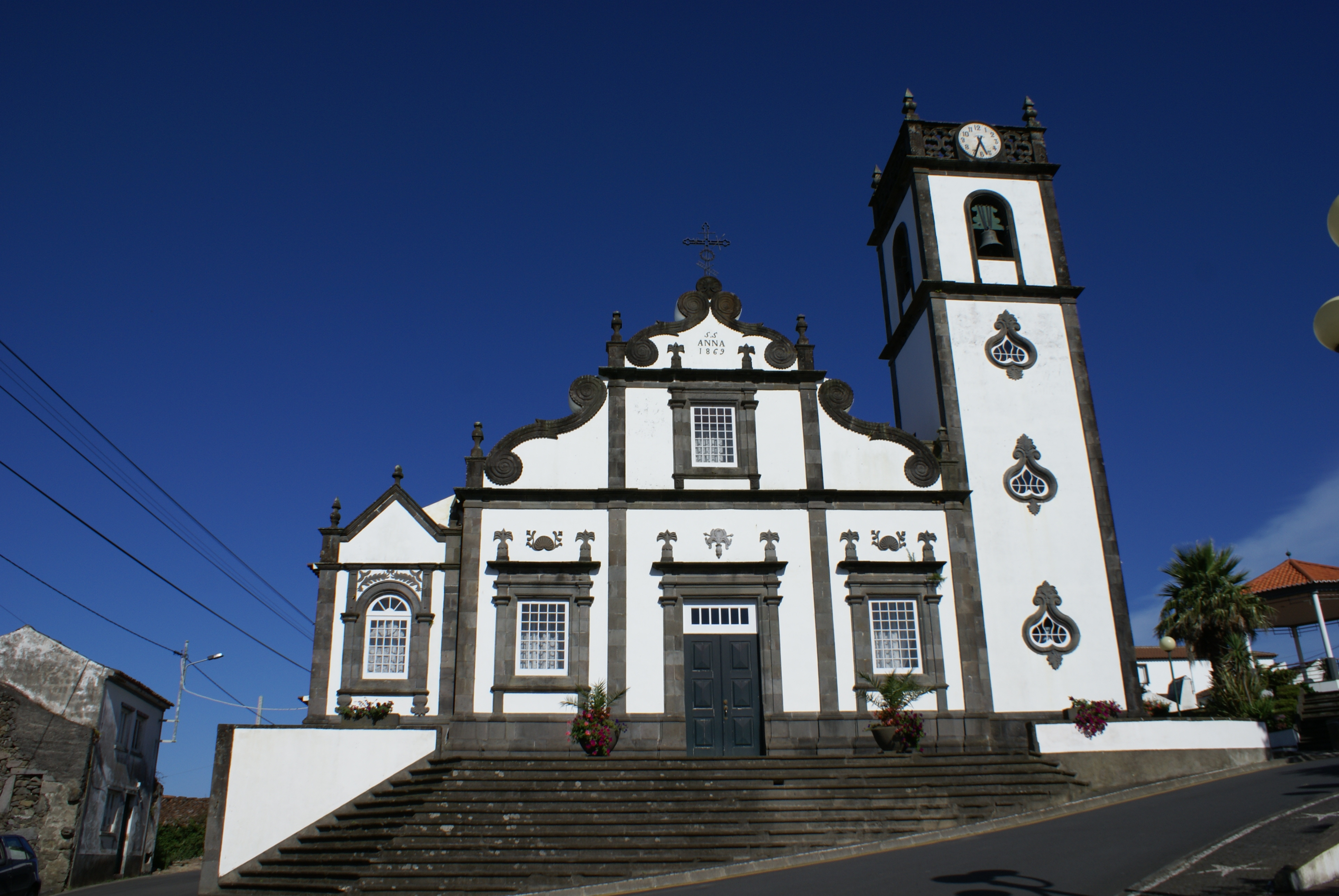
Igreja de Santana.

A Igreja de Santana (Santana) é um templo cristão português localizado na freguesia de Santana no concelho do Nordeste, na Ilha de São Miguel, no reigão autónoma dos Açores, Portugal.
Este templo de apreciáveis dimensões apresenta-se localizado no cimo de uma escadaria, num local elevado o que o faz sobressair relativamente ao restante casario do povoado.
Tem excelente trabalho em cantaria de basalto de cor escura, principalmente em redor das janelas, da porta de entrada e na torre sineira que se encontra encimada por um relógio.
Na fachada deste templo, sobre a última janela, é possível ler-se a inscrição: S.S. ANNA 1869.